# はなしかわって
『はなしかわって』（Meanwhile）は2011年製作のアメリカ映画。ハル・ハートリー監督・脚本。マンハッタンで人助けに奔走する男性を取り巻く人間模様をスタイリッシュに描いた作品。

## ストーリー
主人公ジョー・フルトンは困っている人が居たら放っておけなく道を歩けば誰かを助けずにおけない性格。社会的成功を求めながらもなかなか上手くいかない彼だったが、そんな彼の優しさが周囲の人間関係に変化をもたらして行く。

## キャスト
- D・J・メンデル - ジョセフ
- ダニエル・メイヤー - ウェンディ
- 二階堂美穂 - ミホ
- カンスタンス・フレイクス - ロリ